# Miguel Navarro Molina
Miguel Navarro Molina (Lorca, Regió de Múrcia, 17 de febrer de 1952 - Lorca, 19 de gener de 2016), va ser president de l'Assemblea Regional de Múrcia, diputat autonòmic i alcalde de Lorca.

## Biografia
Miguel Navarro va néixer el 17 de febrer de 1952 al barri de San Cristóbal, a la ciutat de Lorca. Estava casat i tenia cinc fills. Abans de 1976, any en el qual va entrar en política, va exercir com a mestre d'educació primària i pedagogia terapèutica.

## Trajectòria política
Va ser diputat en l'Assemblea Regional de Múrcia durant la I, II, III i IV legislatura, arribant a ocupar des de 1987 el càrrec de President de l'Assemblea Regional de Múrcia. Durant els seus dos mandats al Parlament regional va concentrar els seus esforços en la reforma del reglament de la càmera i va bastir ponts cap a la societat, mitjançant projectes de col·laboració amb entitats regionals de reconegut prestigi.
En aquest període com a president va viure en primera persona la crema de la seu parlamentària el 3 de febrer de 1992, després dels disturbis que es van produir en aquella data, amb motiu de la conflictivitat laboral existent a la ciutat de Cartagena.
En 1993 li succeeix en la presidència Jose Plana, en renunciar al càrrec per ser nomenat alcalde de Lorca.
Va ocupar l'alcaldia de Lorca després de la renúncia de José Antonio Gallego i guanyant després les eleccions municipals de 1995, 1999 i 2003.
Després de la seva arribada a l'Ajuntament va treballar per a la reconversió del model socioeconòmic del municipi amb l'objectiu de diversificar l'economia local i donar més protagonisme al sector terciari davant l'excés de pes del primari.
La seva política de convenis urbanístics per propiciar desenvolupaments turístics i residencials i el seu suport a la política de transvasaments com a solució al dèficit hídric de Lorca li va ser apartant de la disciplina del seu partit en els últims anys i en 2003 va dimitir, després de 20 anys de pertinença al mateix, del seu lloc en el comitè federal del PSOE.
Proper en el tracte, polèmic i controvertit en moltes de les seves declaracions, durant els seus anys d'activitat política va despertar a parts iguals crítiques i adhesions i la seva presència va ser habitual en la llista de personatges més influents de la Regió de Múrcia en els últims lustres.
Després de 14 anys de govern municipal, es va convertir en l'alcalde amb major permanència en el càrrec des de la restauració de la democràcia i el que ha governat en més ocasions amb majoria absoluta en el municipi.
El 25 de juliol de 2006, va dimitir com a alcalde sent succeït el 2 d'agost d'aquest mateix any per Leoncio Collado.
L'any 2009, es va veure involucrat judicialment en "el cas Limusa", del que va sortir exculpat.
Va morir el dia 19 de gener de 2016 als 63 anys d'una parada cardíaca.